# لورينزو دي جوفاني دي ميديشي
لورينزو دي جوفاني دي ميديشي، الملقب لورنزو الأكبر (فلورنسا، حوالي 1395 - فلورنسا، 1440) مصرفي إيطالي، عضو في عائلة ميديشي، الشقيق الأصغر لكوزيمو دي ميديشي ومؤسس الفرع الثانوي المسمى الفرع الشعبي (البوبولانو)، والذي ارتقى السلطة مع كوزيمو الأول بعد الانفراض الفرع الرئيسي.
ابن جوفاني دي بيتشي دي ميديشي وبيكاردا بويري، كان معلمه كارلو مارسوبيني.
في 1416 تزوج جينيفرا دي جوفاني دي أميريغو كافالكانتي، ولديه منها إبنان: فرانشيسكو الذي ليس له أبناء، وبييرفرانشيسكو دي ميديشي الذي تنحدر منه سلالة الفرع الثانوي (الشعبي) من عائلة ميديشي.
كان دائماً في غاية الارتباط بشقيقه الأكبر، ورافقه بانتقالاته إلى فيرارا وفيرونا والبندقية إبان الوباء في فلورنسا (1430). ف سنة 1433 كان متواجداً في فيلا تريبيو عندما ألقي القبض على كوزيمو بتهمة الاستبداد، وحاول حشد جيش لاعادة دخول فلورنسا بالقوة، ولكن تم ثنه عن ذلك. فجمع أبناء وأبناء كوزيمو ولحق به في البندقية، وعاد في وقت لاحق مع كوزيمو إلى المدينة خلال الانتصار الشعبي الذي سجل إعادة الاعتبار لأب الوطن (Pater Patriae).
كرس نفسه لورينزو حياته في المقام الأول بأعمال بمصرف الأسرة الذي عاد على الوالد جوفاني بأموال طائلة. مع ذلك شغل سياسياً من وراء شقيقه العديد من المناصب: عضو مجلس عشرة الباليا سنة 1431، والسفير لدى البندقية (1429)، وفي روما لدى البابا أوجينيوس الرابع (1431)، وفيرارا لدى نفس البابا (1438) للحصول على انتقال المجمع من المدينة الإستية إلى فلورنسا.
انتقل سنة 1435 إلى روما ليتابع شؤون مصرف ميديشي عن كثب لدى البابا، فيما يتعلق بإيداع مداخيل الغرفة الرسولية.
وفقا لمصادر معاصرة، كان رجلاً بصحة جيدة (على عكس فرع شقيقه كوزيمو الذين عانوا من أمراض وراثية)، نشيط وعاشق للريف والصيد والكلاب، لذا كثيرا ما أقام بالفلل الميديشية.
مات سنة 1440 في فيلا كاريدجو، ودفن في كنيسة العائلة، كنيسة سان لورينزو. كفل أبنائه بعد وفاته عمهم كوزيمو.